# Droga krajowa 25
Die Droga krajowa 25 (DK 25) ist eine polnische Landesstraße, die in Nord-Süd-Richtung verläuft und das pommersche Bobolice (Bublitz) mit der schlesischen  Gmina Oleśnica verbindet. Die Gesamtlänge der Straße beträgt 440 Kilometer. Die Straße führt durch insgesamt fünf Woiwodschaften.

## Geschichte
1985 wurde das polnische Straßennetz neu geordnet. Die bisherigen Staatsstraßen (droga państwowa) wurden in Landesstraßen (droga krajowa) umbenannt und neu nummeriert. Seit 1986 gab es drei Landesstraßen auf der Strecke der heutigen DK 25:
- die DK 23 von Bobolice (Bublitz) nach Bydgoszcz (Bromberg)
- die DK 25 von Bydgoszcz (Bromberg) über Kalisch nach Ostrów Wielkopolski
- die DK 446 von Antonin nach Oleśnica (Oels).

2003 wurde die Nummerierung des Straßennetzes dahingehend geändert, dass alle Landesstraßen mit zweistelligen Nummern und alle Woiwodschaftsstraßen mit dreistelligen Nummern gekennzeichnet wurden. Deshalb wurden die drei oben genannten Straßen zur DK 25 zusammengefügt.

## Straßenverlauf
Woiwodschaft Westpommern:
Powiat Koszaliński (Kreis Köslin)
- Bobolice (Bublitz) (DK 11 → Koszalin (Köslin) – Kołobrzeg (Kolberg) bzw. → Szczecinek (Neustettin) – Piła (Schneidemühl) – Poznań (Posen) – Ostrów Wielkopolski (Ostrow) – Kluczbork (Kreuzburg) – Bytom (Beuthen/Oberschlesien))

Powiat Szczecinecki (Kreis Neustettin)
- Biały Bór (Baldenburg) (DK 20 →  Szczecinek (Neustettin) – Czaplinek (Tempelburg))

Woiwodschaft Pommern:
Powiat Człuchowski (Kreis Schlochau)
- Rzeczenica (Stegers)
- Człuchów (Schlochau) (DK 22 → Wałcz (Deutsch Krone) – Gorzów Wielkopolski (Landsberg/Warthe) – Kostrzyn nad Odrą (Küstrin)/Deutschland bzw. → Chojnice (Konitz) – Starogard Gdański (Preußisch Stargard) – Elbląg (Elbing) – Grzechotki (Rehfeld)/Russland)
- Ględowo (Lichtenhagen)
- Wierzchowo-Dwórzec (Firchau-Bahnhof)
- Kamionka (Steinberg)

Woiwodschaft Kujawien-Pommern:
Powiat Sępoleński (Kreis Zempelburg)
- Kamień Krajeński (Kamin)
- Sępólno Krajeńskie (Zempelburg)

Powiat Bydgoski (Kreis Bromberg)
- Koronowo (Krone an der Brahe) (DK 56 → Trzeciewiec (Goldfeld))
- Bydgoszcz (Bromberg) (DK 5 → Świecie (Schwetz) bzw. →Gniezno (Gnesen) – Poznań (Posen) – Wrocław (Breslau) – Lubawka (Liebau)/Tschechien und DK 80 → Pawłówek bzw. → Toruń (Thorn) – Lubicz Dolny (Leibisch))
- Brzoza (Hopfengarten) (DK 5 → Świecie (Schwetz) bzw. → Gniezno (Gnesen) – Poznań (Posen) – Wrocław (Breslau) – Lubawka (Liebau)/Tschechien und DK 10 → Piła (Schneidemühl) – Wałcz (Deutsch Krone) – Szczecin (Stettin) – Lubieszyn (Neu Linken)/Deutschland bzw. → Toruń (Thorn) – Sierpc – Płońsk)

Powiat Inowrocławski (Kreis Hohensalza)
- Złotniki-Kujawskie (Güldenhof)
- Inowrocław (1904–1920 und 1939–1945 Hohensalza) (DK 15 → Toruń (Thorn) – Lubawa (Löbau/Westpreußen) – Ostróda (Osterode/Westpreußen))

Powiat Mogileński (Kreis Mogilno)
- Strzelno (Strelno) (DK 15 → Wylatowo – Gniezno (Gnesen) – Jarocin (Jarotschin) – Trzebnica (Trebnitz) und DK 62 → Włocławek (Leslau) – Płock (Plozk, 1941–1945: Schröttersburg) – Anusin)

Woiwodschaft Großpolen:
Powiat Koniński (Kreis Konin)
- Ślesin (Schlüsselsee)

Grodzki Konin (Stadtbezirk Konin)
- Konin (DK 92 → Słupca (1939–1945: Grenzhausen) – Poznań (Posen) – Nowy Tomyśl (Neutomysl/Neutomischel))

Powiat Koniński
- Modła (A 2)
- Rychwał

Powiat Kaliski (Kreis Kalisch)
- Stawiszyn (1939–1943: Stavenshagen, 1943–1945: Stavensheim)
- Kalisz (Kalisch) (DK 12 → Pleszew (Pleschen) – Leszno (Lissa) – Głogów (Glogau) bzw. → Łask (Lask) – Radom – Lublin – Doharusk/Ukraine)

Powiat Ostrowski (Kreis Ostrow)
- Nowe Skalmierzyce (Skapnierschütz)
- Ostrów Wielkopolski (Ostrow) (DK 11 → Poznań (Posen) – Piła (Schneidemühl) – Bobolice (Bublitz) – Koszalin (Köslin) – Kołobrzeg (Kolberg) bzw. DK 36 → Krotoszyn (Krotoschin) – Wińsko (Winzig) – Lubin (Lüben) – Prochowice)
- Antonin (DK 11 → Kępno (Kempen) – Kluczbork (Kreuzburg) – Bytom (Beuthen/Oberschlesien))

Woiwodschaft Niederschlesien:
Powiat Oleśnicki (Kreis Oels)
- Międzybórz (Neumittelwalde)
- Oleśnica (Oels) (S 8 → Kępno (Kempen) – Pabianice (→ Łódź (Lodsch)))